# Odet-Joseph de Giry
Pour les articles homonymes, voir Giry.
Odet-Joseph de Giry, appelé aussi Odet-Joseph de Vaux de Giry dit aussi l'abbé de Saint-Cyr,  né le 14 février 1699 à Lyon et mort le 13 janvier 1761 à Versailles, est un homme d'Église français.

Son nom reste associé aux « cacouacs », terme moqueur anti-lumières dont il se sert pour désigner les Encyclopédistes. 

## Biographie
Né à Lyon le 14 février 1699 et baptisé le 25 février suivant (paroisse Sainte-Croix), il est le fils de Jean-François de Giry, écuyer, seigneur et baron de Vaux et de Saint-Cyr et de Marie-Antoinette Jacquier. Son père, qui acquit en 1699 une charge conseiller-secrétaire du roi, appartenait à une branche établie dans le Forez et à Lyon de la famille de Giry, originaire de Bagnol-sur dans le Gard, dont la filiation suivie remonte à Anne de Giry, procureur en la justice de Bagnols en 1518.
docteur en théologie après des études au séminaire Saint-Sulpice à Paris, il devint chanoine de la collégiale Saint-Just de Lyon, vicaire général  de l’archevêque de Tours et enfin abbé commendataire de plusieurs abbayes.
Il entre en fonction à la Cour en décembre 1735, fut nommé sous-précepteur du Dauphin et conseiller d'État en remplacement de l’abbé Bignon. En 1742, il entra à l’Académie française de par l'usage qui était de recevoir parmi les membres le précepteur et le sous-précepteur des enfants de France. En 1745, il est nommé aumonier de la Dauphine.
L'« affaire des cacouacs » éclate en octobre 1757 lorsque paraît dans le Mercure de France un article anonyme intitulé Avis utile ou premier mémoire sur les Cacouacs. Le terme « cacouac », qui signifie « les mauvais », a été inventé pour ridiculiser les Encyclopédistes. Peu de temps après, Jacob-Nicolas Moreau fait paraître un pamphlet ayant pour titre Nouveau mémoire sur les Cacouacs, que Joseph Giry fait suivre à son tour d'un Catéchisme et décisions de cas de conscience à l'usage des cacouacs avec un discours du patriarche des cacouacs, pour la réception d'un nouveau disciple. Publié à Paris, celui-ci porte comme lieu d'édition « Cacopolis ».
Son nom serait à l'origine du mot giries.